# Західні Судети
За́хідні Суде́ти (пол. Sudety Zachodnie, чеськ. Krkonošská oblast, нім. Westsudeten) — західна частина гірського масиву Судети, розташована у районі стику кордонів Німеччини, Польщі та Чехії.
Західні Судети простяглися від річки Ельба на заході до річки Бубр на сході. Вони складаються з низки гірських хребтів:
- Карконоші
- Яновицькі Рудні гори
- Кашавські гори
- Йештед-Козаковський хребет
- Їзерські гори
- Лужицькі гори
- Лужицьке нагір'я